# 에번 윌리엄스 (기업인)

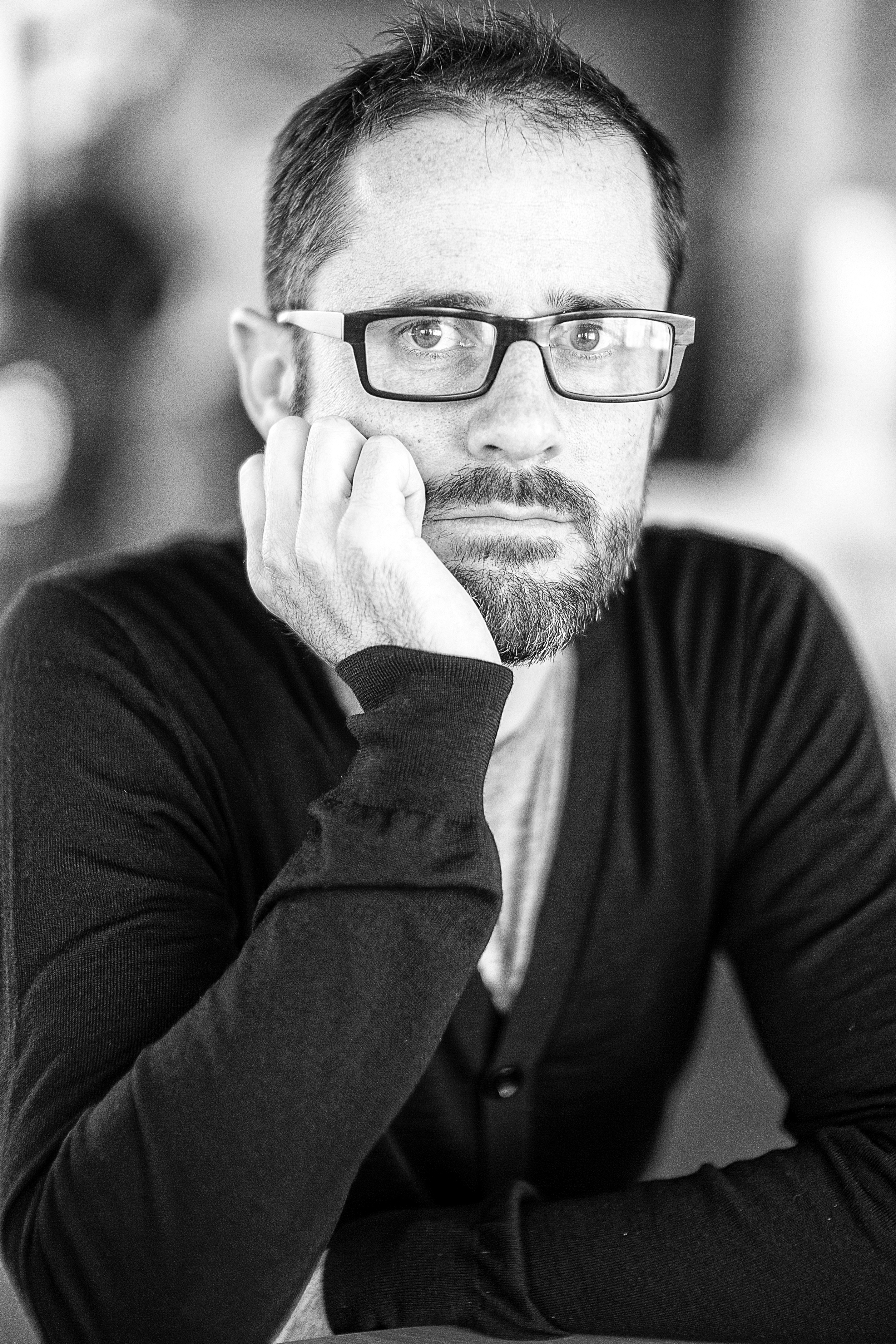
에번 윌리엄스(2014년)

에번 클라크 윌리엄스(영어: Evan Clark Williams, 1972년 3월 31일~ )는 미국의 기업인이다. 그는 여러 인터넷 기업을 설립했으며, 그 중에는 파이라 랩스와 CEO를 맡은 트위터가 있다.